# Homalium acuminatum
Homalium acuminatum (лат.) — дерево, вид рода Гомалиум (Homalium) семейства Ивовые (Salicaceae). Эндемик Островов Кука.

## Таксономия
Вид был описан новозеландским ботаником Томасом Чизменом в 1903 году.

## Ботаническое описание
Homalium acuminatum — дерево до 20 м в высоту с единственным или несколькими стволами, с узкими (2-5 мм) горизонтальными чечевичками. Листья очередные, овальные, размером 18 см х 9 см, края с несколькими закруглёнными зубцами, кончик тупой или острый, основание тупое. Листья обычно зелёные с чёрными пятнами омертвевшей ткани. Цветки располагаются на концах ветвей или вдоль веток, в основном после повреждения после урагана. Соцветие — густое скопление на остром шипе длиной около 10 см и включает от нескольких до 50 цветков. Отдельный цветок около 8 мм в диаметре кремового цвета с несколькими волосистыми чашелистиками и лепестками. Семена образуются в основании цветка, плод яйцевидной формы размером 3 мм x 2 мм коричневого цвета.

## Ареал и местообитание
Homalium acuminatum — эндемик Островов Кука, произрастающий на островах Раротонга, где он известен как мато, и Мангаиа, где он известен как мото. На Раротонге вид доминирует на крутых горных склонах.

## Охранный статус
Международный союз охраны природы классифицирует природоохранный статус вида как «вызывающий наименьшие опасения».